# Meu País
Meu País é um filme brasileiro de 2011, do gênero drama, dirigido por André Ristum.

## Sinopse
Um delicado e introspectivo drama familiar, onde Marcos (Rodrigo Santoro) é um executivo, casado e bem-sucedido na Itália. Após anos fora do Brasil, é obrigado a retornar ao país quando seu pai, Armando (Paulo José), sofre um derrame. Ao voltar, ele reencontra o irmão Tiago (Cauã Reymond), que ao seu contrário não tem vocação para os negócios. Ao mesmo tempo em que lidam com o luto, Marcos e Tiago precisam conviver com as diferenças existentes entre eles. Para aumentar o conflito entre os irmãos, eles descobrem que possuem uma meia-irmã portadora de problemas mentais, Manuela (Débora Falabella), uma filha que Armando sempre manteve escondida de toda a família.

## Elenco
- Rodrigo Santoro .... Marcos
- Cauã Reymond .... Tiago
- Débora Falabella .... Manuela
- Anita Caprioli .... Giulia
- Paulo José .... Armando
- Eduardo Semerjian .... Dr. Osvaldo
- Luciano Chirolli .... Moreira
- Nicola Siri .... Giovanni
- Homero Kossac .... Tio Dante
- Stephanie de Jongh .... Joana

## Festivais e prêmios
Festival de Brasília do Cinema Brasileiro - 2011 (Brasil)
- Melhor filme pelo júri popular
- Melhor direção (André Ristum)
- Melhor ator (Rodrigo Santoro)
- Melhor montagem (Paulo Sacramento)
- Melhor trilha sonora (Patrick de Jongh)
- Prêmio Vagalume
- Prêmio exibição TV Brasil

Festival de Cinema de Paulínia - 2011 (Brasil)
- Mostra Competitiva

Amazonas Film Festival - 2011 (Brasil)
Vitória Cine Vídeo - 2011 (Brasil)
- Filme de encerramento

Mostra Cine BH - 2011 (Brasil)